# Felicity Campbell (artista)
Felicity Campbell (nascida em 1909) foi uma pintora e ilustradora britânica.

## Biografia
Campbell nasceu e foi criada em Sussex, no sul da Inglaterra e, depois de estudar em casa, estudou arte em Paris, Roma e Haia. Em Londres, ela estudou litografia e ilustração com E- J. Sullivan. Além de trabalhar como artista comercial, Campbell pintou miniaturas e ilustrou vários livros. Ela também criou trabalhos em tons pastéis, aquarelas e lápis e expôs o seu trabalho na Academia Real Inglesa em Londres durante o início dos anos 1960 e com a Sociedade Internacional de Escultores, Pintores e Gravadores e na Walker's Gallery. Por algum tempo, ela morou em Guestling, em Sussex.